# XIII Korpus Wielkiej Armii

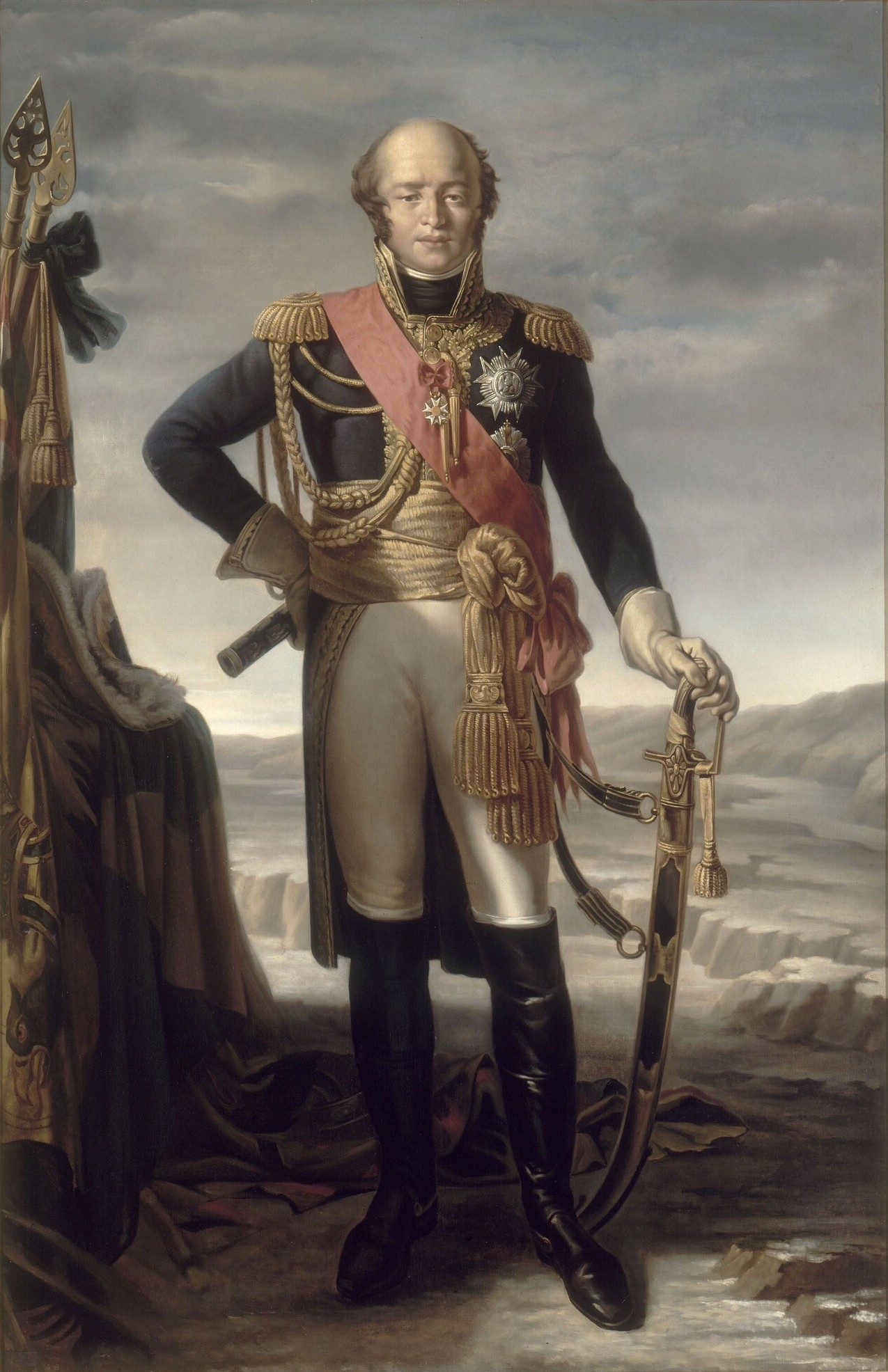
Louis Nicolas Davout, dowódca XIII Korpusu Wielkiej Armii w 1813

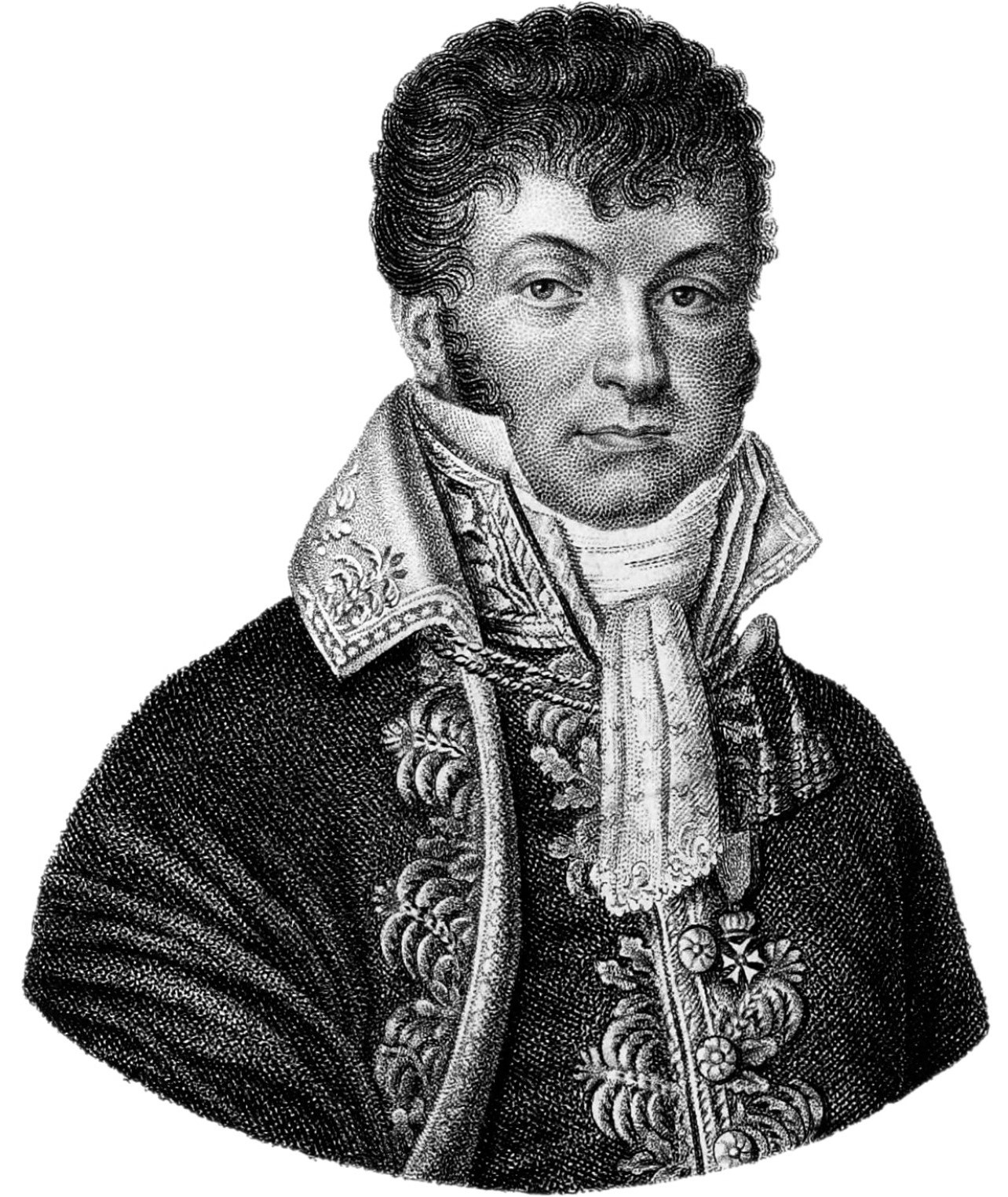
Louis Henri Loison, dowódca 3 Dywizji w 1813

XIII Korpus Wielkiej Armii – jeden z korpusów Wielkiej Armii I Cesarstwa Francuskiego, który przy wsparciu oddziałów duńskich walczył na północy Niemiec przeciwko Armii Północnej i jej oddziałom sojuszniczym.

## Skład w sierpniu 1813
Kwatera główna XIII Korpusu mieściła się w Hamburgu.
- dowódca - marszałek Louis Nicolas Davout (1770–1823)
- 3 Dywizja - gen. dyw. Louis Henri Loison (1771–1816)
- 40 Dywizja - gen. dyw. Paul Thiébault (1769–1846)
- 50 Dywizja - gen. dyw. Louis Joseph Vichery (1767–1831)
- Dywizja Duńska - książę Fryderyk Heski

## Inne osoby związane z XIII Korpusem WA
- Jean Jacques Avril (1752–1839) - dowódca jednej z brygad 50 Dywizji Piechoty w XIII Korpusie  (od 7 sierpnia 1813)
- Victor Joseph Delcambre (1770–1858) - generał brygady (od 23 lipca 1813); dowódca 1 brygady 40 Dywizja Piechoty w XIII Korpusie (od 23 lipca 1813), dowódca awangardy korpusu (od 1 sierpnia 1813), uczestnik obrony Hamburga
- Charles François de Ponthon (1777–1848) - dowódca wojsk inżynieryjnych XIII Korpusu w Hamburgu (od 19 czerwca 1913), następnie dyrektor fortyfikacji tego miasta (od 16 lipca 1813)